# Archibaldo Burns
Archibaldo Burns (Ciudad de México, 7 de abril de 1914 - Ciudad de México, 24 de enero de 2011) fue un cineasta, productor cinematográfico, guionista, aristócrata y bon vivant mexicano. Su nombre original fue Archibaldo Moreno Luján-Zuloaga; el supuesto apellido Burns proviene de un antepasado escocés.

## Biografía

### Adolescencia
A la edad de doce años fue enviado a Europa, a estudiar en Inglaterra y luego en Francia. En el primer país practicó el polo, pero un accidente impidió que continuara.

### Carrera
A su regreso a México, administró los ranchos algodoneros de su familia en Torreón, Coahuila. Al mismo tiempo, se interesó por el cine. Su primera colaboración fue con Alejandro Galindo en Refugiados en Madrid (1938). También trabajó con Chano Urueta, como guionista de La noche de los mayas (1939).
Su primer trabajo en solitario como director fue el cortometraje Perfecto Luna (1959), basado en un cuento de Elena Garro. Esta película fue inscrita en el Festival de Cine de Cannes pero tuvo el infortunio de mostrarse con una copia defectuosa. Se perdió en un incendio en la Cineteca Nacional de la Ciudad de México.
Escribió el guion, produjo y dirigió Juego de mentiras (1967), con base en El árbol, un cuento original de la escritora poblana Elena Garro, película que años después fue lanzada comercialmente bajo el título La venganza de la criada. La cinta Juan Pérez Jolote (1977), adaptación de una novela de Ricardo Pozas, fue reconocida en el Festival Internacional de Cine de San Sebastián. El cortometraje Un agujero en la niebla (1967) obtuvo un premio otorgado por el Instituto Goethe de la Ciudad de México. También adaptó y dirigió Oficio de tinieblas (1981), basada en una novela de Rosario Castellanos.
Algunas de sus películas sufrieron censura; por ejemplo, El reventón (1977).
Como director de teatro, representó Paloma (1953), del escritor francés Jean Anouilh.

### Escritor
Como escritor, Burns publicó novelas: la autobiográfica En presencia de nadie (1964), y Botafumeiro (1994), y cuentos, «Los presentes» (1954), y «El cuerpo y el delito» (1966). Fue alumno de Seki Sano, el director japonés que enseñó en México durante muchos años.

## Selección de películas
Como guionista y director:
- Perfecto Luna (documental) (1959)
- El reventón (1977)
- Juan Pérez Jolote (1977)
- Oficio de tinieblas (1981)

Como guionista, director y productor:
- Juego de mentiras (1967)

Como director:
- Un agujero en la niebla (1967)

Como guionista:
- La noche de los mayas (1939)

Como productor:
- Los apuros de Narciso (1940)

Como asesor artístico:
- Refugiados en Madrid (1938)